# Lautern (Blaustein)

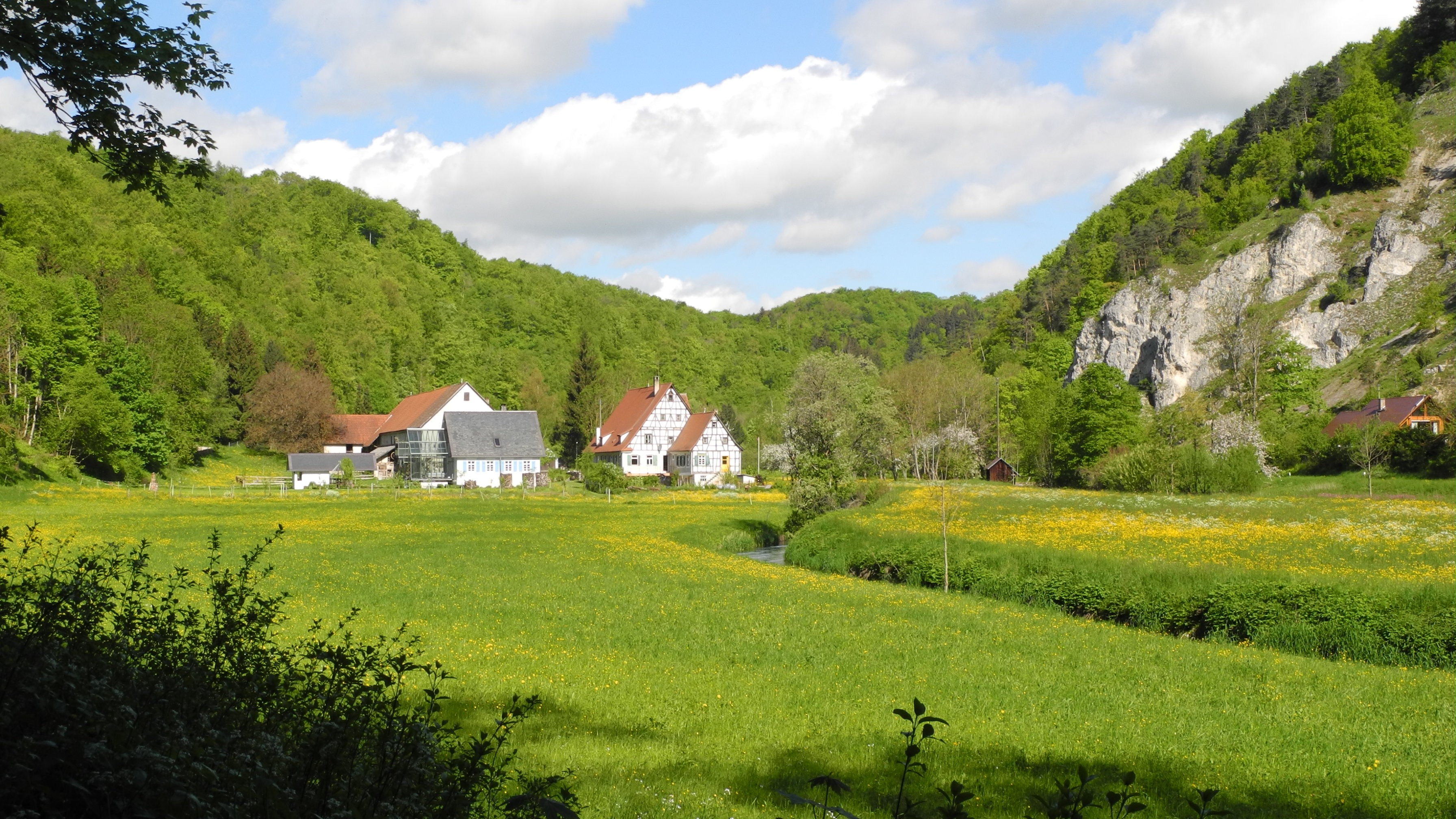
Ortsansicht von Lautern

Lautern ist ein Stadtteil von Blaustein im Alb-Donau-Kreis in Baden-Württemberg. Der Weiler entstand aus vier ehemaligen Mühlen im Lautertal. 
Am 1. Oktober 1974 wurde Lautern als Ortsteil der ehemals selbständigen Gemeinde Wippingen mit dieser zu Blaustein eingemeindet.

## Geschichte
Lautern wird erstmals 1225 überliefert. Der Ort bestand über Jahrhunderte nur aus der Kirche, einem Pfarr- und Mesnerhaus, einigen Mühlen und einem Gasthaus. Diesen Charakter hat sich Lautern bis heute bewahrt.
1219 ist ein Ritter Eberhard von Lauterstein auf der nahegelegenen Burg Lauterstein nachweisbar. Ende des 14. Jahrhunderts dürften die Freybergs zu Bach die Burg und den Ort übernommen haben. 1484 traten die Herren von Bernhausen die Nachfolge der Bachs an. Diese verkauften die Lauterner Güter 1516 an das Kloster Blaubeuren.
Der auf der Gemarkung von Wippingen gelegene Ort Lautern fiel 1806 an das Königreich Bayern und durch den Grenzvertrag zwischen Bayern und Württemberg 1810 an das Königreich Württemberg, wo es dem Oberamt Blaubeuren unterstellt wurde. 1938 gelangte Lautern zum Landkreis Ulm und wurde am 1. Oktober 1974 zusammen mit Wippingen in die Gemeinde Blaustein eingegliedert.

## Kultur und Sehenswürdigkeiten
- Evangelische Kirche Unserer Lieben Frau
- Im Lautertopf, einer Karstquelle, entspringt die Lauter mit einer mittleren Schüttung von 600 Litern pro Sekunde.[2]

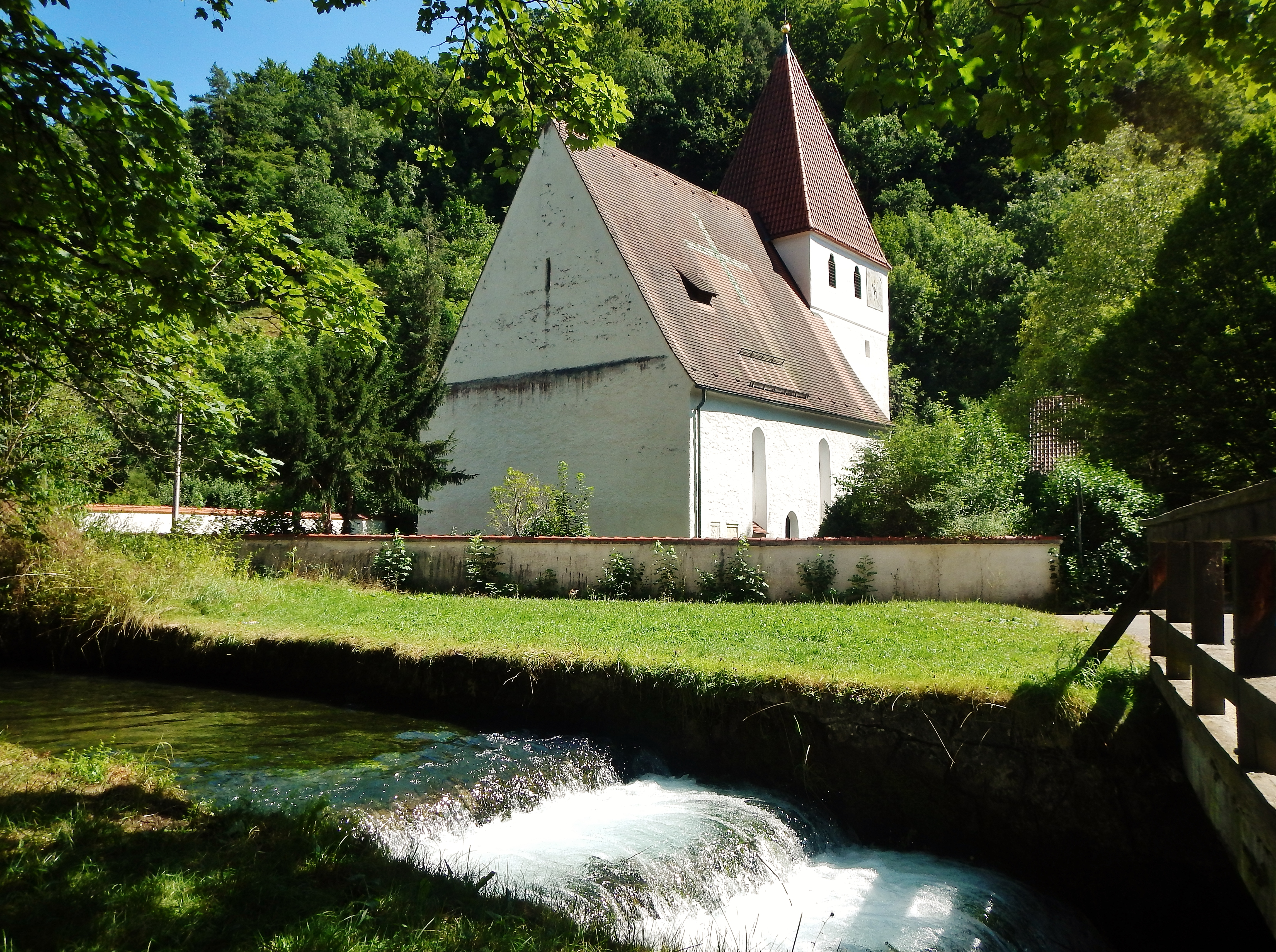
Evangelische Kirche
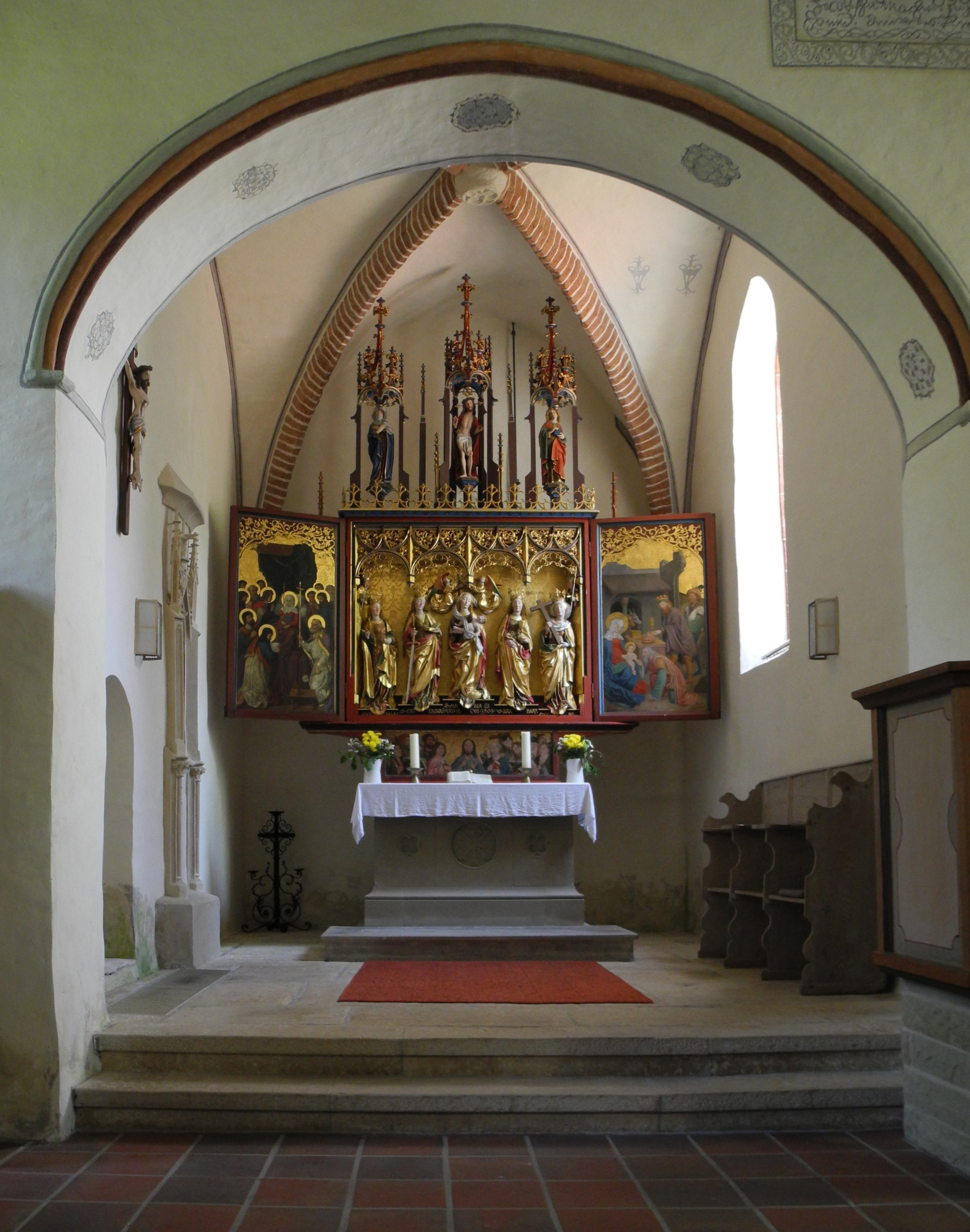
Altaransicht der Kirche
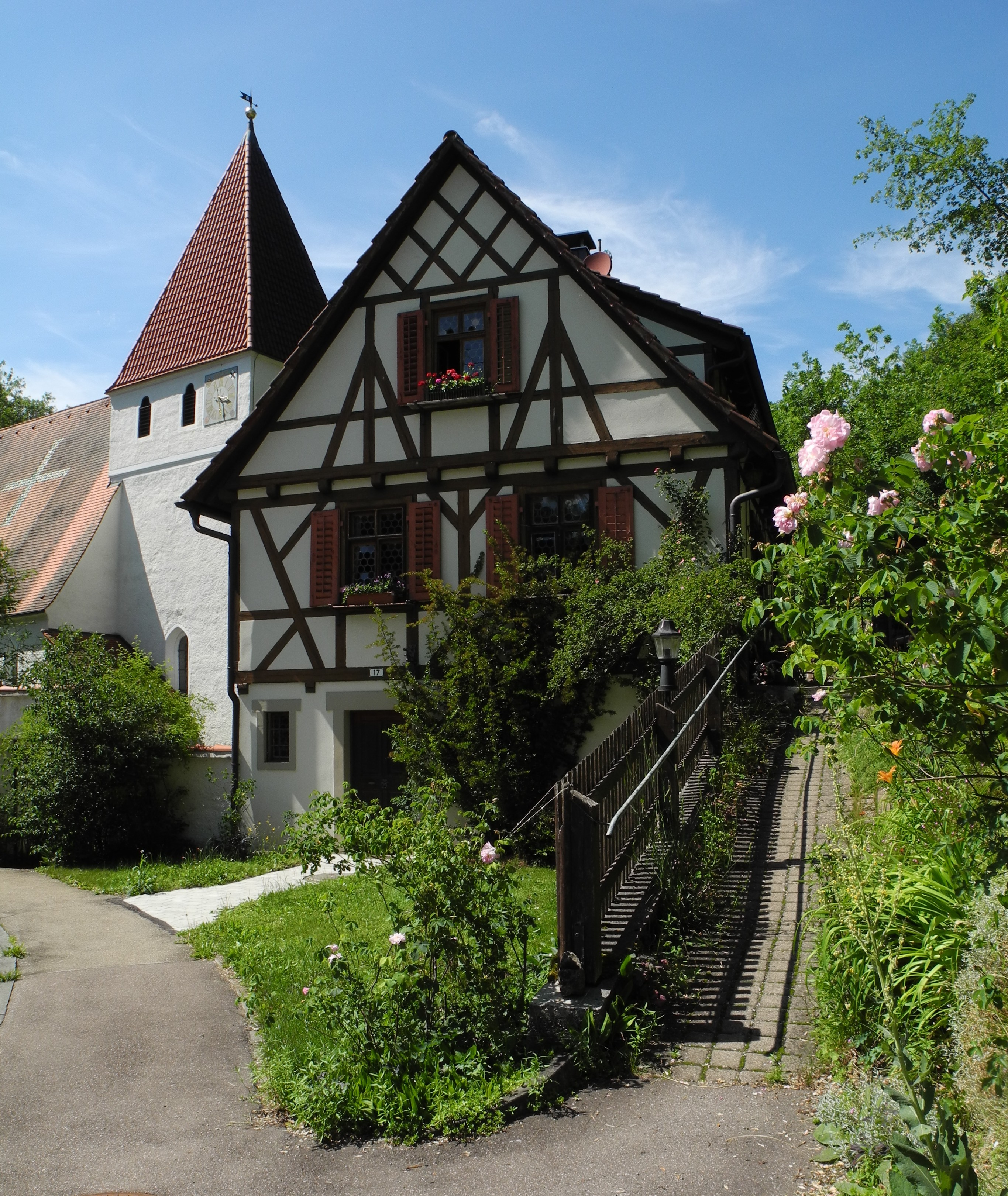
Pfarrhaus
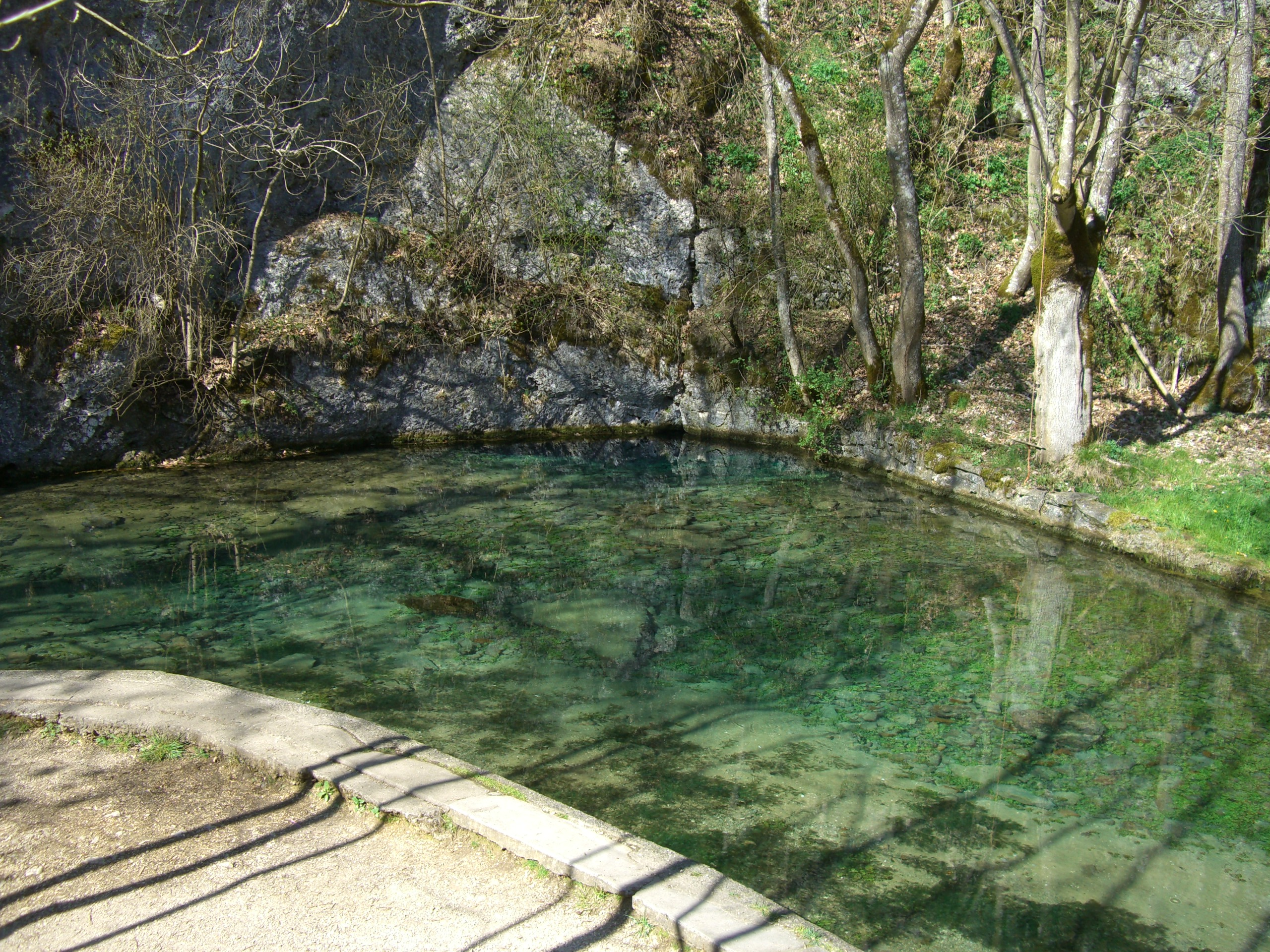
Lautertopf
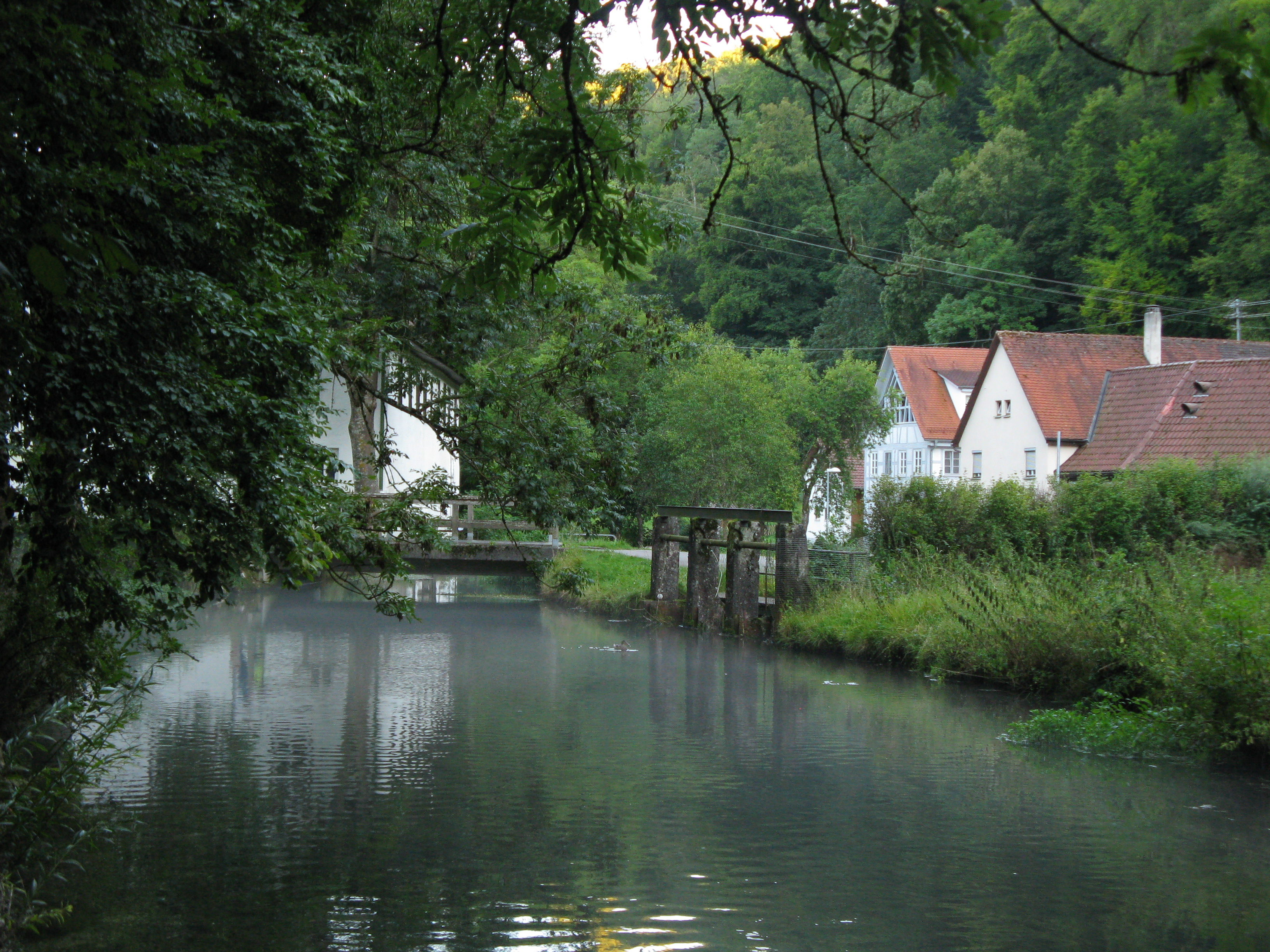
Die Lauter